# Seligpreisung

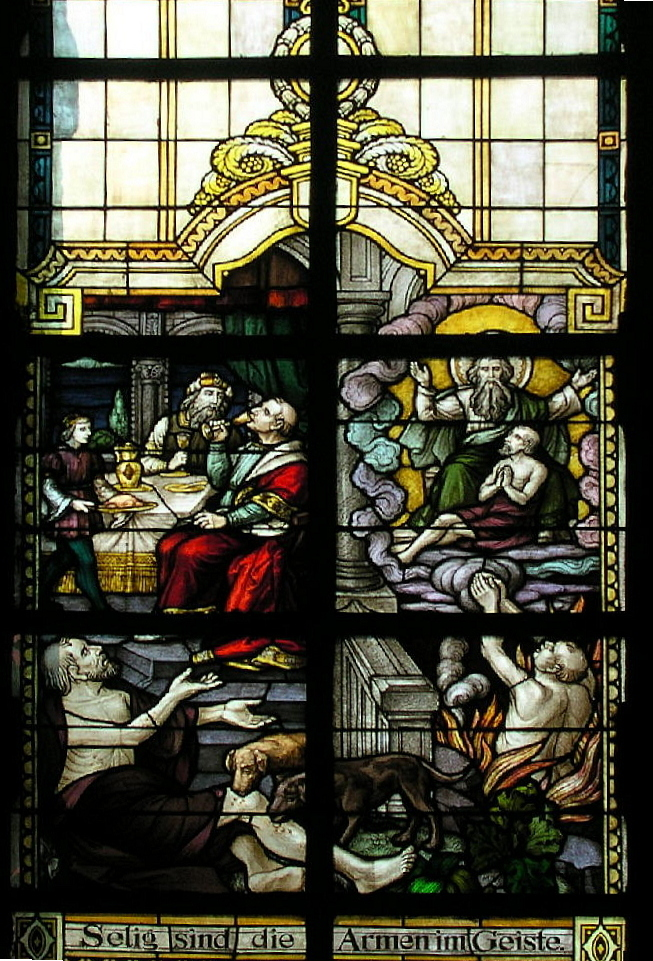
Selig die Armen im Geiste, Kirchenfenster in St. Clemens, Trittenheim an der Mosel

Als Seligpreisung oder Heilszusage (auch Makarismus) wird eine literarische Gattung der Bibel bezeichnet. Sie erscheint meist in der Aussageform: „Glücklich [selig] ist der … / sind die …“ (hebräisch ascheri, griechisch μαϰάριος makários, in der Mehrzahl: μαϰάριοι makárioi). Seltener ist die direkte Anrede „Glücklich [Selig] bist du … / seid ihr …“. „Glück“ oder „Seligkeit“ wird dabei als umfassendes Heil im Sinne des biblischen Shalom verstanden.
Ein Teil des Alten Testaments (im Judentum: Tanach) bildet die Weisheitsliteratur. Dort wird das Hören auf Gottes Richtlinien und deren Befolgen als Grund für irdischen Segen gewertet.
Gemäß den Evangelien griff Jesus von Nazaret die prophetischen „Makarismen“ in seiner Botschaft von der Herrschaft Gottes auf. Diese Seligpreisungen stehen am Beginn der Feldrede (Lk 6,20–22) sowie der Bergpredigt (Mt 5,3–12). In dieser Predigt legt Jesus dar, welche Haltung und welche Verhaltensweisen er von seinen Jüngern erwartet. Mit diesem Jüngersein sind mitunter irdische Nachteile verbunden, aber auch besondere Heilszusagen. Im Christentum sind vor allem diese – gemäß Matthäus – neun Zusagen gemeint, wenn von den Seligpreisungen Jesu die Rede ist. Weniger bekannt sind etwa die sieben Seligpreisungen in der Offenbarung des Johannes.

## Herkunft der Sprachform
Ein biblischer Makarismus ist seit der Septuaginta sprachlich am vorangestellten griechischen Prädikat makários / makárioi erkennbar. In der ethischen (handlungsorientierten) und paränetischen (mahnenden) Form gibt ein mit oti („denn…“) nachgestellter Relativsatz eine Bedingung für die Heilszusage an: Wer sich auf die angegebene Weise verhalte oder verhalten habe, dem werde als Tatfolge das Glück zuteil. In der parakletischen (tröstenden) Form gibt der Relativsatz einen unglücklichen Zustand der Adressatengruppe, der Folgesatz eine Kompensation dafür an.
Woher diese Sprachform stammt, ist umstritten. Manche Forscher leiten sie aus der profanen altägyptischen Weisheit ab. So finden sich seit Ramses II. (13. Jahrhundert v. Chr.) Sprüche, die Einzelpersonen als „Glücklich der, der…“ anreden und damit eine Tugend loben. Andere widersprechen dieser These, weil 60 Prozent aller biblischen Makarismen im Buch der Psalmen stehen, das insgesamt der kultischen Verehrung JHWHs dient.
In der antiken griechischen Literatur bei Homer wurden anfangs nur Götter makarioi genannt, die im Gegensatz zu Menschen Unsterblichkeit besäßen. Hesiod übertrug die Bezeichnung auf Menschen, die den jenseitigen Zustand der unsterblichen, von Mühe und Arbeit befreiten Götter erreicht hätten. Aristoteles unterschied dagegen erneut das den Sterblichen erreichbare Glück (εὐδαιμονία eudaimonía) von der vollkommenen Glückseligkeit (μαϰαριότης makariótes) der unsterblichen Götter. Seit Aristophanes drang der Ausdruck in die profane Alltagssprache ein: Als makarioi wurden Reiche wegen ihres angenehmen Lebens oder Eltern wohlgeratener Söhne gepriesen; später auch Tote, weil sie der Mühsal des irdischen Daseins entkommen seien. Nie wurden Notleidende wegen ihrer Not so bezeichnet. Dies gilt ebenso für den Sprachgebrauch der Bibel.

## Tanach
Der Tanach enthält 46 Makarismen. Alle Beispiele beziehen sich auf Menschen, nicht auf Gott. Die meisten stehen in der dritten Person. Nur fünf reden eine oder mehrere Personen direkt an (Dtn 33,29; Ps 128,2; Koh 10,17; Jes 32,20; 1Kön 10,8 = 2Chr 9,7).
Diese Seligpreisungen verteilen sich folgendermaßen auf die einzelnen Bücher des Tanach: 27 Beispiele stehen in den Psalmen, elf im Buch der Sprichwörter, je eins bei Ijob (Hiob 5,17 ) und Kohelet (Koh 10,17 ), vier bei Jesaja (3,10; 30,18; 32,20; 56,2). 25 der 46 Beispiele sowie elf weitere im Buch Jesus Sirach haben weisheitlichen Charakter. Sie gelten als Sonderform des Tun-Ergehen-Zusammenhangs, beschreiben also einen empirischen Zustand des Wohlergehens als Folge eines gottgefälligen menschlichen Handelns.
Der weisheitliche Makarismus beschreibt, dass nur ein Leben in Gottesfurcht und Weisheit gelinge. Exemplarisch dafür ist Psalm 1, der programmatisch mit dem Lob dessen beginnt, der JHWHs Tora erfüllt (Ps 1,1 ; vgl. Spr 3,19–23 ). Hier wird also der Mensch seliggesprochen, dem es aufgrund seiner Befolgung der Gebote JHWHs gut gehe.
Der Tun-Ergehen-Zusammenhang wird im Tanach wiederholt hinterfragt (siehe Hiob). Irdische Not ist nicht immer auf ein Vergehen des Notleidenden gegen JHWHs Willen zurückzuführen. Die prophetische Sozialkritik fordert gemäß entsprechenden Torageboten die Rechte mittel- und schutzloser Randgruppen ein, und sie kritisiert jene, die sie direkt oder indirekt ausbeuten und ihnen Gottes richtende Strafe bis hin zum Endgericht ankündigt. Diese Tradition durchzieht die gesamte biblische Prophetie (z. B. in Jesaja 1,17 ; Jeremia 5,26–28 ; Amos 2,6–7 ; Micha 2,1f ). Solche Sozialkritik steht aber nicht in Verbindung mit Seligpreisungen. Solche gelten auch bei den Propheten jenen Menschen, die sich Gott zuwenden.

## Qumranschriften
In den bei Qumran entdeckten Schriftrollen vom Toten Meer (200 v.–100 n. Chr.) wurde der Ausdruck als Selbstbezeichnung der gerechten Juden verwendet (1QM 14,7 und 1QH 14,3). Diese nannten sich auch „die Armen der Gnade“, „die Armen deiner Erlösung“ oder einfach „die Armen“. Laut Eduard Schweizer beschreibt der Ausdruck eine Glaubenshaltung vom entmutigten, schwankenden, zerschlagenen Menschen, die ihre Erlösung von Gott ersehnen: „Dabei ist nicht mehr scharf zu unterscheiden, ob dies heißt, dass sie arm sind, weil Gottes Geist sie dazu gemacht hat oder weil ihr menschlicher Geist sich so fühlt. Auch die Selbstbezeichnungen ‚die Armen der Gnade, die Armen deiner Erlösung, die Armen, die die Zeit der Trübsal angenommen haben‘ zeigen beide Möglichkeiten des Verständnisses.“

## Evangelien nach Lukas und nach Matthäus

### Die Texte in Lukas 6 und Matthäus 5
Jesus hat nach Lk 6 eine Reihe von vier, nach Mt 5 von neun Makarismen ausgesprochen. Die folgenden Zitate sind der Einheitsübersetzung entnommen:
| Lk 6,20–23 | Mt 5,1–12 |
| --- | --- |
| Er richtete seine Augen auf seine Jünger und sagte: | Als Jesus die vielen Menschen sah, stieg er auf den Berg. Er setzte sich und seine Jünger traten zu ihm. Und er öffnete seinen Mund, er lehrte sie und sprach: |
| 1: Selig, ihr Armen, denn euch gehört das Reich Gottes.                                                                                                   | 1: Selig, die arm sind vor Gott; denn ihnen gehört das Himmelreich.                                                                                            |
| 2: Selig, die ihr jetzt hungert, denn ihr werdet gesättigt werden.                                                                                        | [4: Selig, die hungern und dürsten nach der Gerechtigkeit; denn sie werden gesättigt werden.]                                                                  |
| 3: Selig, die ihr jetzt weint, denn ihr werdet lachen. | [2: Selig die Trauernden; denn sie werden getröstet werden.]                                                                                                   |
| – | 3: Selig die Sanftmütigen; denn sie werden das Land erben. |
| – | 5: Selig die Barmherzigen; denn sie werden Erbarmen finden. |
| – | 6: Selig, die rein sind im Herzen; denn sie werden Gott schauen.                                                                                               |
| – | 7: Selig, die Frieden stiften; denn sie werden Kinder Gottes genannt werden.                                                                                   |
| – | 8: Selig, die verfolgt werden um der Gerechtigkeit willen; denn ihnen gehört das Himmelreich.                                                                  |
| 4: Selig seid ihr, wenn euch die Menschen hassen und wenn sie euch ausstoßen und schmähen und euren Namen in Verruf bringen um des Menschensohnes willen. | 9: Selig seid ihr, wenn man euch schmäht und verfolgt und alles Böse über euch redet um meinetwillen.                                                          |
| Freut euch und jauchzt an jenem Tag; denn siehe, euer Lohn im Himmel wird groß sein. Denn ebenso haben es ihre Väter mit den Propheten gemacht.           | Freut euch und jubelt: Denn euer Lohn wird groß sein im Himmel. So wurden nämlich schon vor euch die Propheten verfolgt.                                       |

### Die Seligpreisungen als Beginn der Bergpredigt
Die Bergpredigt bildet den Rahmen für die Seligpreisungen; von diesem Rahmen her sind die Seligpreisungen zu verstehen. Die Bergpredigt „fordert ihre Hörer zu einem neuen Verhalten auf“, indem sie konkrete „Handlungs- und Verhaltensanweisungen“ darlegt. So heißt es etwa: „Schwört überhaupt nicht“ (Mt 5,34 ), oder: „Wer dich bittet, dem gib“ (Mt 5,42 ).
Die Bergpredigt ist „Jüngerunterweisung“; die Bekehrung ist vorausgesetzt. Aber auch wenn sich die Bergpredigt „als Handlungsanweisung primär an die Jünger“ wendet, stellt sie doch Gottes Willen für alle Menschen dar. Von diesem Rahmen her liegt es nahe, dass auch die Seligpreisungen deutlich machen sollen, wie Jüngerschaft aussieht.

### Die Adressaten
Gemäß Lukas 6,20 wendet sich Jesus hier an seine Jünger. Ihnen gelten die Seligpreisungen: „Jesus blickte seine Jünger an und sprach: ‚Glückselig seid ihr ...‘.“ Aber auch andere Zuhörer können sich auf Jesu Vorstellungen einlassen: „Die Seligpreisungen gratulieren dem Menschen, der sich an das hält, was hier verkündet wird.“
Gemäß Matthäus 4,25 folgte „eine große Menge“ aus allen Teilen des damaligen Israel, und Jesus sah dieses „Volk“ (Mt 5,1). Demnach hielt Jesus die Bergpredigt zu einem Zeitpunkt, als er bereits einen Jüngerkreis um sich gesammelt hatte; dass es damals bereits den Zwölferkreis gab, wird jedoch nicht gesagt. Darüber hinaus folgten ihm viele Menschen aus allen Landesteilen. Das setzt ein intensives Verkündigen voraus. Es entsteht hier also nicht der Eindruck, dass Matthäus die Bergpredigt am Beginn des öffentlichen Wirkens Jesu sieht.

### Die „Armen“
Der in Mt 5,3 und Lk 6,21 verwendete Begriff ptochos bezeichnet jemanden, der „bettelnd“ oder „arm“ ist. Damit sind beide Auslegungsrichtungen angesprochen: Es geht entweder um geistlich Bettelnde, welche in geistlicher Hinsicht mehr von Gott haben wollen, oder um materiell Arme.
Was ist mit „dem Geist“ (in Mt 5,3) gemeint? Der Kontext von τῷ πνεύματι tõ pneúmati in Mt 5,3 lässt nicht erkennen, ob Matthäus hier den Heiligen Geist Gottes meinte. Nur selten wird der Heilige Geist einfach als „Geist“ bezeichnet (so kurz davor bei Matthäus, in Mt 4,1: „Jesus wurde vom Geist in die Wüste geführt“). Es könnte hier allgemein ein „geistliches Betteln“ gemeint sein. Speziell der menschliche Geist wird hier nicht genannt. Falls man aber „dem Geist“ auf den menschlichen Geist bezieht, könnte man an „die an Lebensmut Armen, die Verzweifelten“ denken.
Im Folgenden werden die geistliche Deutung („Metapher“ sowie „Mystik“) und die materielle Deutung („soziale Deutung“) dargestellt. Diese zwei unterschiedlichen Wege betreffen nicht nur die erste Seligpreisung, sondern auch die weiteren Seligpreisungen.

### Traditionelle Deutung: Selig sind Jesu Jünger

#### Metapher

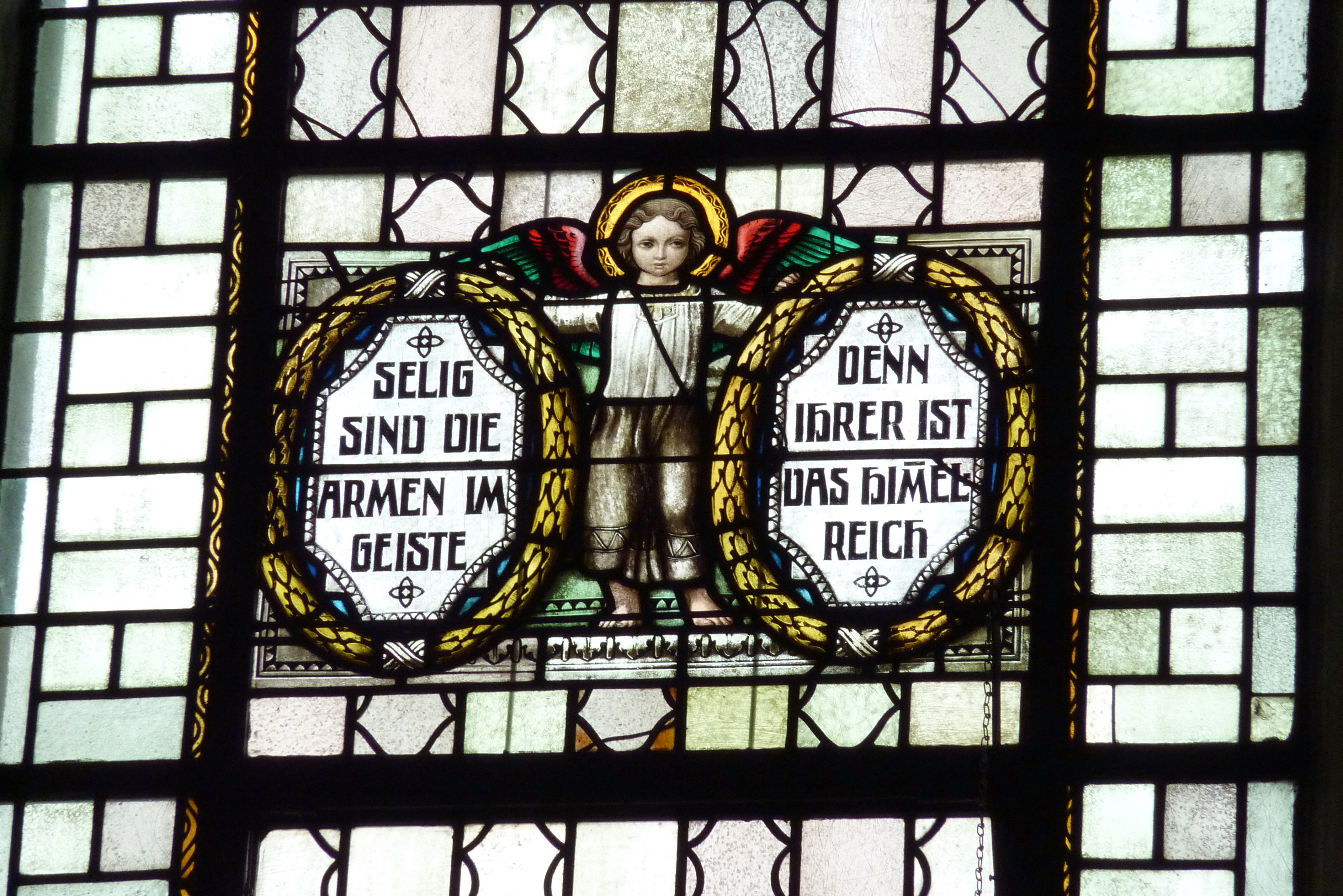
Die Seligpreisung der Armen im Geiste, als Glasfenster dargestellt in St. Dionysius und Sebastian, der Pfarrkirche in Kruft

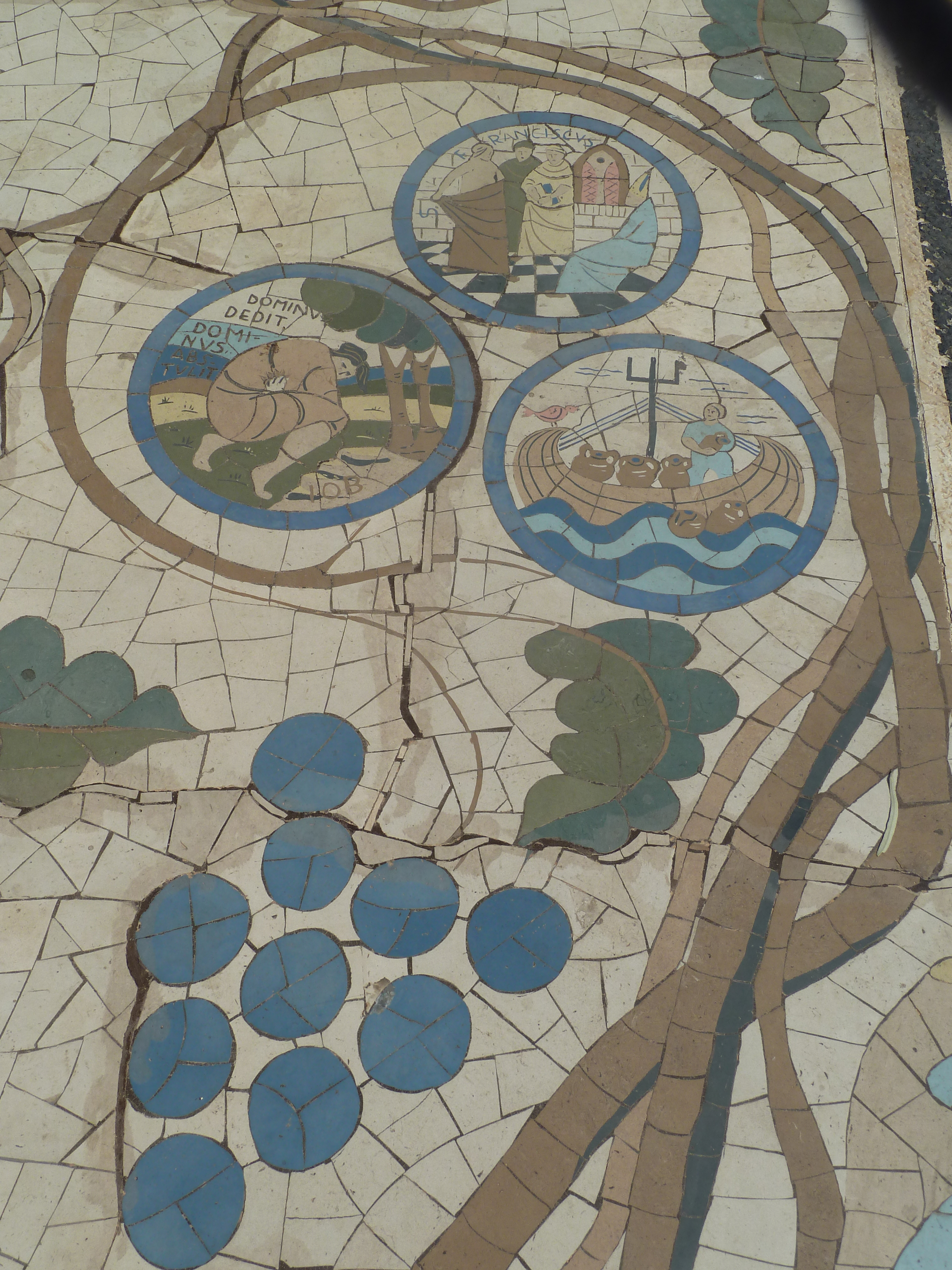
Die Seligpreisung der Armen im Geiste, Teil des Bodenmosaikes auf dem Berg der Seligpreisungen. Abgebildet sind Franz von Assisi und Ijob, drittes Bild unklar

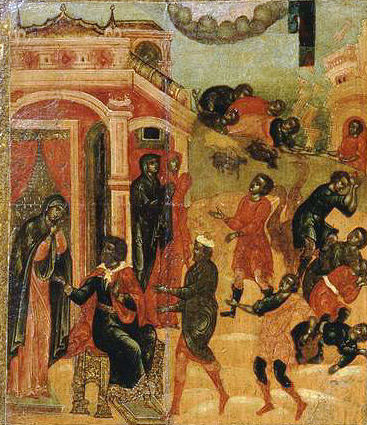
Die Seligpreisung der Armen im Geiste, Teil einer russisch-orthodoxen Ikone aus dem 17. Jahrhundert

Wenn ptochos mit bettelnd übersetzt wird, geht es um Menschen, die in geistlicher Hinsicht betteln. Das ist dann durchaus wörtlich übersetzt, nicht im übertragenen Sinn. Roland Werner übersetzt in diesem Sinn: „Wahres Glück haben alle, die immer mehr vom Geist Gottes erleben möchten.“ (Mt 5,3 )
Die meisten Bibelübersetzungen bevorzugen jedoch die Wiedergabe durch arm. Viele verstehen „die Armen nach dem Geist“ als Metapher: „die arm sind vor Gott“ (Mt 5,3 ), „die da geistlich arm sind“ (Mt 5,3 ), „die erkennen, wie arm sie vor Gott sind“ (Mt 5,3 ), „die ihre Armut vor Gott erkennen“ (Mt 5,3 ), „die nur noch von Gott etwas erwarten“ (Mt 5,3 ), „die erkennen, dass sie Gott brauchen“ (Mt 5,3 ) und ähnlich. Die Einheitsübersetzung kommentiert: „Gemeint sind Menschen, die wissen, dass sie vor Gott nichts vorweisen können, und die daher alles von Gott erwarten.“
Die römisch-katholische und die lutherische Kirche verstehen „Armut im Geist“ traditionell als Grundzustand des endlichen, begrenzten, in Sünde verstrickten Menschen. Dieser könne von sich aus keine Rechtfertigung erlangen und daher nur alles von Gott und seiner Gnade erwarten und sich davon beschenken lassen. Im Anschluss an Bonaventura erläuterte Johann Baptist Metz:
„Mensch werden heißt – ‚arm‘ werden, nichts haben, auf das man vor Gott pochen könnte, ... Menschwerdung geschieht als Bekenntnis zur Armut des menschlichen Geistes vor dem totalen Anspruch der unverfügbaren Transzendenz Gottes.“
Christliche Theologen wie Richard Rohr grenzen geistig-innere von materiell-äußerer Armut ab und beziehen die Seligpreisungen auf einen von anderen Problemen betroffenen Adressatenkreis: „Materielle Armut hat keinen Wert an sich. Es geht vielmehr um eine innere Armut. Wir müssen […] unser Ego und sein Bedürfnis loslassen, schön und berühmt auszusehen […] und nicht länger an den Prinzipien der Überlegenheit, der politischen Macht und Kontrolle festhalten.“

#### Mystik
Verschiedene Mystiker haben den Begriff der Armut im Geiste aufgegriffen. Ihren Deutungen gemeinsam ist der Ansatz, dass eine Gotteserfahrung mit einer „Reduktion“ des Menschen einhergeht, sodass dieser nur noch „hindernislos durchlässig“ für die Gegenwart und das Wirken Gottes sein will und seinen Geist zugunsten des Geistes Gottes öffnet bzw. herabstuft („sich für nichts und Gott für alles halten“). Die Armut des Geistes ist der innere Raum für Gott. Sie ist die Grundlage dafür, sich ganz Gott hinzugeben (vgl. „In deine Hände befehle ich meinen Geist“, Lk 23,46 ) und gipfelt im Sterben (als letzte Konsequenz der Armut), um für Gott zu leben (Seligkeit).
Nach Johannes Tauler bedeutet die innere Armut eine geistige Loslösung, die mit der Läuterung der eigenen Illusionen (Selbsterkenntnis) beginnt und in einem Verzicht von allem mündet, um sogar den Anspruch auf die eigene Erlösung und Rettung aufzugeben (resignatio ad infernum: die freie Einwilligung des Menschen, auch um Gottes willen in der Hölle zu sein).

„In gleicher Weise [wie die Armut des Gottessohnes] heißt die von Tauler gemeinte Armut im Geiste Verzicht auf jeden Besitzstand. Die erlangte Armut im Geiste kann denn auch nicht, wie ein vom Menschen sonstwie getanes gutes Werk oder eine von Natur ihm zugehörende Fähigkeit, Gott angeboten oder ihm dargebracht werden. Denn der Mensch vermag über seine Armut im Geist, die ja, wie gesagt, im Verzicht auf Eigenbestimmung und in Selbstverleugnung besteht, überhaupt nicht zu verfügen. Die Menschennatur steht in der Armut des Geistes so vollständig unter Gottes Einstrom und Bestimmung, daß sie sich mit all ihrer früher gemachten Gotteserfahrung verloren und vergessen hat. Zu diesem Zustand der Menschennatur bemerkt Tauler: […] Und diese Armut selbst kann sie Gott nicht aufopfern, denn sie hängt daran in einem vollständigen Nichtwissen. Sie muß hier sich selbst verleugnen in dieser Liebe und aller Erfahrung, die sie in der ersten Liebe gemacht hat, absterben. Denn hier liebt Gott sich selbst und hier ist er sich selbst Erfahrung (V 76, S. 411, Z. 22–25).“

Meister Eckhart deutete die Armut anhand dreier Gesichtspunkte:

„Das ist ein armer Mensch, der nichts will und nichts weiß und nichts hat.“

Dies erläutert er an drei typischen Missverständnissen. Nichts wollen, wissen und haben bedeutet nicht: den Willen Gottes erfüllen, die Wirkung Gottes in sich erkennen oder statt des Besitzes Gott eine Stätte in sich zu geben, sondern: im ewigen Sein zu stehen, das noch vor dem Wollen, Wissen und Haben liegt und deren Voraussetzung ist. Der arme Mensch „erleidet“ Gott, der „in sich selbst wirkt“. Wollen, Denken, Haben setzt noch die Unterschiedenheit von Gott voraus.

„Darum bitte ich Gott, das er mich Gottes quitt mache; denn mein wesentliches Sein ist oberhalb von Gott, sofern wir Gott als Beginn der Kreaturen fassen. In jenem Sein Gottes nämlich, wo Gott über allem Sein und über aller Unterschiedenheit ist, dort war ich selber, da wollte ich mich selber und erkannte mich selber, diesen Menschen zu schaffen. ... Und darum bin ich ungeboren, .... ewig gewesen ... und werde ewiglich bleiben. (..) Wäre ich aber nicht, so wäre Gott nicht; dass Gott ist, dafür bin ich die Ursache. (...)“

Diese Armut spiegelt im Menschen die unendliche Erhabenheit Gottes wider und steht damit in der apophatischen Tradition, dass der menschliche Geist Gott niemals erfassen kann (theologia negativa): Gott ist kein „Objekt“, welches geliebt werde, sondern die Transzendierung der Liebe hin zu einer „objektlosen Liebe“ (und damit universalen).
Spirituell kann die Armut des Geistes als ein Leerwerden aufgefasst werden (vgl. Die Wolke des Nichtwissens und Shunyata im Buddhismus).

### Soziale Deutung: Selig sind die Benachteiligten
Nach den im Geist Armen werden die nach Gerechtigkeit Hungernden sowie die Trauernden genannt. Diesen wird reale Sättigung und Freude versprochen. Daher könnte sich auch die an „Arme im Geist“ gerichtete erste Seligpreisung auf reale Armut beziehen. Der ihnen versprochene Ausgleich würde dann in der bedingungslosen Zusage des Reiches Gottes bestehen, das ihnen schon jetzt gehöre, also in der Gegenwart beginne und diese schon verändere. Solche präsentischen Zusagen waren für Jesu Botschaft typisch. Demgemäß könnte die Seligpreisung der Armen als titelartige Zusammenfassung aller folgenden Seligpreisungen, diese als deren Entfaltung verstanden werden.
Mehrere Exegeten wenden sich gegen eine rein spirituelle Auslegung des Jesuswortes:

„Gemeint sind dabei [in den Seligpreisungen] die »wirklich Armen«. Auch die Seligpreisung der »geistlich Armen« oder »in ihrem Geist Armen« in Mt 5,3 spricht ja nicht etwa, wie in Teilen der katholischen Tradition der 1. Welt und der Homilie bis heute behauptet, von solchen »Armen im Geiste«, die sich, obwohl weiterhin Reichtümer besitzend, quasi im »Geist« von ihrem Besitz gelöst haben und gegenüber diesem frei geworden sind, sondern von denjenigen, die »wirklich« nichts besitzen. Ulrich Wilckens deutet diesen Sachverhalt an, wenn er kommentiert, dass der Begriff »geistlich« bzw. »Geist« »hier vielmehr das Innere des Menschen, das ›Ich-selbst‹« bezeichne. Luise Schottroff rückverweist im Zusammenhang mit den Makarismen auf die Anthropologie der Bibel, nach der äußere Zustände nicht von inneren getrennt werden können, da die biblische Anthropologie diese Dichotomie nicht kenne. Dementsprechend ist die »Armut im Geiste ein Zustand, der auch in der materiellen Existenz besteht. Es ist ein Zustand, in dem die Menschen Gott nicht loben können (s. Jes 61,3; Ps 22,27), in dem sie rechtlos sind, leiden und ohnmächtig sind (siehe den Kontext von Jes 61,3 und Ps 22,27). Armut im Geiste bezeichnet einen Zustand, der umfassend ist: die soziale, rechtliche, politische, religiöse und psychische Lage ist arm. Dass dabei der umfassende Charakter des Elends durch die Armut im Geiste verdeutlicht wird, betont speziell, dass sich der Mangel auch darin auswirkt, dass der Arme (Rechtlose, politisch Ohnmächtige) auch unfähig ist, Gott zu loben.« Auch P. Hoffmann konstatiert zutreffend: »Wie jene Kranken, die Jesus heilte, wirklich Kranke, jene Sünder, mit denen er aß, wirklich Sünder waren, so sind jene Armen, Hungernden und Trauernden wirklich von Armut, Hunger und Leid getroffene Menschen.« […] Angesprochen wird nicht die »spirituelle«, sondern die »evangelische Armut«.
Die materiellen, politischen usw. Dimensionen werden nicht zugunsten der Hervorhebung der Beziehung zwischen dem Armen und Gott aufgegeben, sondern schließen diese gerade ein. Entgegen der bürgerlichen Ideologie, dass die Form der Armut, die bei Lk und Mt seliggepriesen wird, zu haben sei, ohne wirklich – auch materiell – arm zu werden, insistieren beide Fassungen auch auf der materiellen Dimension. […] Durch die Solidarität Jesu mit den Armen wird so die Güte und Gerechtigkeit Gottes offenbar, der sich durch Jesus ein Volk der Armen hier und jetzt erwählt.“

Diese Auffassung stützt sich auch auf die Rückübersetzung ins Hebräische mit dem Ausdruck anai/anaw, der vor allem Machtlose bezeichnet, denen ihr Recht entzogen wurde – auf dieser Seite stehe Gott. Dennoch scheint Matthäus der Bezug zur Glaubenshaltung des aus Not Armen wichtig zu sein:
„Die Bezeichnung »Arme« wird zur Zeit Jesu nie nur übertragen, völlig losgelöst vom sozialen Stand gebraucht. […] Im Judentum zur Zeit Jesu ist daher »Armer« so etwas wie ein Ehrenname des Gerechten geworden, weil es Hauptmerkmal der Gerechtigkeit und Frömmigkeit war, Gottes schweren Weg glaubend anzunehmen und sich nicht dagegen zu wehren. War zur Zeit von Jes. 57, 61 und 66 »Arme« noch eine Bezeichnung für ganz Israel, das seines Landes beraubt in der Fremde lebte, so unterschieden sich in der Folgezeit mehr und mehr die sozial Armen mit dieser Bezeichnung von den führenden Schichten. So werden »Arme« und »Gerechte« weithin zu Parallelbegriffen. […] Wahrscheinlich denkt er [Jesus] an Menschen, deren äußere Lage sie dazu treibt, alles von Gott zu erwarten, die aber auch wirklich von Gott den Geist geschenkt bekommen haben, alles von ihm zu erwarten.“
In der jüdischen Tradition treten die Propheten zwar immer für die Armen ein, doch wird dabei Armut nie verklärt oder als Ideal dargestellt.
Fasst man die Armen im Geiste als gesellschaftliche Klasse auf, entsprechen sie am ehesten einer wenig angesehenen Randgruppe. Jesu Fokus darauf zeigt sich auch in einer anderen Verheißung des Himmelreichs im Matthäusevangelium:

„In jener Stunde kamen die Jünger zu Jesus und fragten: Wer ist im Himmelreich der Größte? Da rief er ein Kind herbei, stellte es in ihre Mitte und sagte: Amen, das sage ich euch: Wenn ihr nicht umkehrt und wie die Kinder werdet, könnt ihr nicht in das Himmelreich kommen. Wer so klein sein kann wie dieses Kind, der ist im Himmelreich der Größte. Und wer ein solches Kind um meinetwillen aufnimmt, der nimmt mich auf.“

Die Reich-Gottes-Botschaft Jesu ist also programmatisch gegen das Establishment gerichtet und wendet sich an sozial außen oder am Rand Stehende – kritisiert wird im Gegenzug Status, Ideologie und Macht der Privilegierten.
Die Armut im Geiste kann auch als Tugend aufgefasst werden, die sich in der Zuwendung zu und der Solidarität mit den unfreiwillig Armen konkretisiert („Option für die Armen“). Damit wird die Identifikation Jesu mit den Bedürftig-Armen ausgedrückt, um an das Handeln der angesprochenen Menge zu appellieren. Dieses Motiv findet sich auch in der Rede vom Weltgericht („Ich war arm, …“ und „Was ihr einem meiner geringsten Brüder getan habt, …“ in Mt 25,31–46 ).

„Darum darf die »Armut im Geiste« nicht nur als Gesinnungshaltung verstanden werden; sie ist richtungsweisend für alle Menschen und besitzt eine »politische Seite«, insofern sie in die Gemeinschaft der Armen hineinführt und zur Solidarität mit ihnen in ihrer Not aufruft.“

### Die letzte Seligpreisung: Die Verfolgten
Die jeweils letzte Seligpreisung wendet sich direkt an die Jünger und verweist auf spätere Verfolgung von Urchristen in Palästina durch Juden und/oder Römer, die die Evangelisten auf deren Reich-Gottes-Botschaft zurückführten. Das bestätigt, dass die vorausgehenden Seligpreisungen nicht nur Jesu Nachfolgern, sondern allen armen und notleidenden Israeliten gelten, vertreten durch jene Volksmenge, die ihn umlagerte und ihm zuhörte. Auch die Weherufe der Feldrede (Lk 6,24 ff.) gelten als redaktionell.

### Apokalyptischer Ausblick: „Menschensohn“
Der in Lk 6,23 erwähnte „Menschensohn“ bezeichnet in Dan 7,14  den transzendenten Heilsmittler, der Gottes Reich weltweit verwirklicht. In diesem Sinn taucht der Titel in Eigenaussagen Jesu oft auf. Die Makarismen aktualisieren somit auch die biblische Apokalyptik: Diese versprach einen endzeitlichen Eingriff Gottes, der das Schicksal des geknechteten Israel endgültig umkehren und alle Gewaltherrschaft beenden werde.

### Authentische Jesusworte und Redaktion
Als authentische Jesusworte gelten mindestens die drei Makarismen für die Armen, Hungernden und Weinenden bzw. Trauernden. Sie werden der hypothetischen Logienquelle (schriftlich fixiert ab etwa 40) zugewiesen. Ihre lukanische Fassung gilt heute oft als älter und dem ursprünglichen Wortlaut näherstehend. Anhaltspunkte dafür sind:
- Logion 54 im apokryphen Thomasevangelium enthält wie Lk 6,20 keinen Zusatz und direkte Rede: „Selig sind die Armen, denn euch gehört das Königreich der Himmel.“ Es stammt nach heutigem Forschungsstand aus einer der Logienquelle zeitlich, örtlich und inhaltlich nahestehenden Logienüberlieferung.[32]
- Auch das „Kinderevangelium“ Jesu (Mk 10,14 EU) enthält eine präsentische Zusage des Reiches Gottes für eine schutzlose, mittellose und gesellschaftlich benachteiligte Gruppe.[33]
- Eine Alliteration mit dem griechischen Buchstaben „p“ verbindet diese Makarismen miteinander („Bettelarme“: πτωχοὶ/ptochoì; „Hungernde“: πεινῶντες/peinṓntes; „Trauernde“: πενθοῦντες/penthoũntes).[34]

Der Evangelist Matthäus umschrieb den für Jesu Botschaft zentralen Begriff „Reich Gottes“ oft mit „Himmelreich“, so in seiner ersten und achten Seligpreisung. Da seine Reihe mit den Parallelen zur lukanischen Fassung beginnt und endet, kann er die überzähligen Makarismen dazwischen eingefügt haben. Ob er sie selbst verfasste oder aus einer anderen Logientradition übernahm, ist umstritten.
Matthäus ergänzte erkennbar eine knappere, der lukanischen Fassung ähnliche Vorlage mit Schlüsselbegriffen seiner Theologie: die Armen mit „nach dem Geist“, die Hungernden mit „die da hungert und dürstet nach der Gerechtigkeit“ (δικαιοσύνη/dikaiosýne). Darin sehen viele Exegeten eine spätere Tendenz zur Spiritualisierung, die materielle Armut zu einer geistigen Einstellung umdeutete.

## Offenbarung des Johannes
Von den insgesamt 50 Stellen im NT, welche das griechische Wort makarios (selig) enthalten, stehen 15 im LkEv und 13 im MtEv. An dritter Stelle folgt die Offenbarung des Johannes mit insgesamt sieben Seligpreisungen. Die anderen NT-Schriften enthalten nur vereinzelte Seligpreisungen.
Es handelt sich um folgende sieben Stellen in der Offenbarung:
- Offb 1,3 EU: „Selig, wer die Worte der Prophetie vorliest, und jene, die sie hören und das halten, was in ihr geschrieben ist“
- Offb 14,13 EU: „Selig die Toten, die im Herrn sterben, von jetzt an; … sie sollen ausruhen von ihren Mühen; denn ihre Taten folgen ihnen nach.“
- Offb 16,15 EU: „Selig, wer wach bleibt und sein Gewand anbehält, damit er nicht nackt gehen muss und man seine Blöße nicht sieht!“
- Offb 19,9 EU: „Selig, wer zum Hochzeitsmahl des Lammes eingeladen ist!“
- Offb 20,6 EU: „Selig und heilig, wer an der ersten Auferstehung teilhat! Über solche hat der zweite Tod keine Gewalt. Sie werden Priester Gottes und Christi sein und tausend Jahre mit ihm herrschen.“
- Offb 22,7 EU: „Selig, wer an den prophetischen Worten dieses Buches festhält!“
- Offb 22,14 EU: „Selig, die ihre Gewänder waschen: Sie haben Anteil am Baum des Lebens und sie werden durch die Tore in die Stadt eintreten können.“

## Rezeption

### Kunstgeschichte

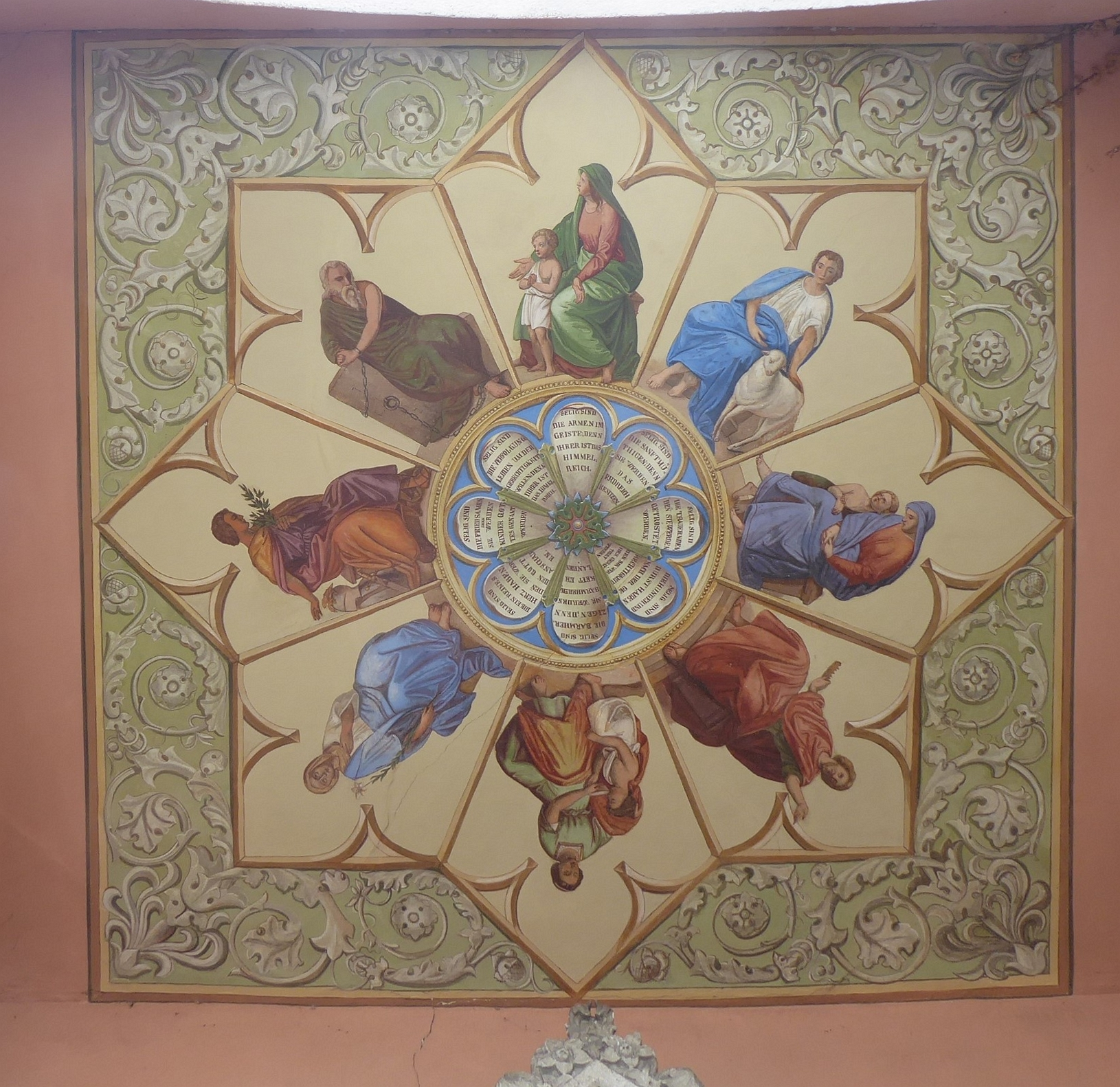
Personifizierungen der acht Seligpreisungen. Deckenbild im Nazarener-Stil über dem Rüsch-Familiengrab auf dem Friedhof Markt (Arkade 19) in Dornbirn, Vorarlberg. Entstanden wohl in der zweiten Hälfte des 19. Jahrhunderts.

Die meisten künstlerischen Darstellungen stellen den figürlichen Vorgang einzelner Seligpreisungen dar. Seltener sind symbolische Darstellungen oder Personifizierungen der Seligpreisungen.

### Poesie
Selig sind die Armen im Geiste ist der Titel eines Gedichts des österreichischen Schriftstellers Ferdinand von Saar, das folgendermaßen beginnt:
„Lächelt nur wissensstolz

Von euren Bücherhekatomben

Und euren Kathedern herab,

Wenn der Dichter singt:

Selig sind die Armen im Geiste!“
Selig sind die Armen im Geiste – Wo bleibt das Himmelreich lautete das Motto des Schauspiels Frankfurt für die Spielzeit 2006/2007, mit dem auf den geistigen Notstand in Deutschland hingewiesen werden sollte.
Von Pitigrilli stammt der Aphorismus „Sprichwörter sind der Reichtum der Armen im Geiste“.

### Musik (Auswahl)
- Johannes Brahms: Ein deutsches Requiem, op. 45 (1869), 1. Satz: Selig sind die da Leid tragen, denn sie sollen getröstet werden.
- César Franck: Les Beatitudes (Die Seligpreisungen). Oratorium (Entstehung 1869–1879). Das Werk umfasst einen Prolog und Chorsätze mit Sologesang zu den Versen 3, 5, 4, 6 bis 10.
- Wilhelm Kienzl: Selig sind, die Verfolgung leiden ..., Lied aus seiner Oper Der Evangelimann (1894)
- Felicitas Kukuck: Das kommende Reich. Die Seligpreisungen, Oratorium (1953)
- Gloria Coates: The Beatitudes (1978)
- Arvo Pärt: The Beatitudes/ Beatitudines (1990/2001)
- Helge Jung: Seligpreisungen. Für zwei gemischte Chöre, vier Posaunen und Orgel (lat/dt/engl) (1995)
- Felicitas Kukuck: Die Seligpreisungen, Motette (1994)
- Inga Rumpf: Walking In The Light (1999)

### Jüdische und christliche Tradition
Das jüdische Gebet Aschre beginnt und lautet wie eine Seligpreisung.
Der Berg der Seligpreisungen am See Genezareth ist ein vermuteter Ort der Bergpredigt in christlicher Tradition. Die Gemeinschaft der Seligpreisungen orientiert sich in ihrem Zusammenleben an den als Lebensregeln verstandenen Seligpreisungen Jesu. Die Kapelle der Seligpreisungen in Berchtesgaden und die Kirche der Seligpreisungen in Lobenhausen sind Kirchengebäude. Die Kirche der Seligpreisungen (Tabgha) ist außerdem ein römisch-katholisches Kirchengebäude nahe Tabgha und Kafarnaum am See Genezareth in Israel.

### Historisch-kritisch
- Naciso Crisanto: Die Armen werden das Land besitzen: Eine exegetische Studie zu Psalm 37. LIT-Verlag, Münster 2008, ISBN 3-8258-1411-4.
- Hermann Lichtenberger: Makarismen in den Qumrantexten und im Neuen Testament. In: David J. Clines u. a. (Hrsg.): Weisheit in Israel. Beiträge des Symposiums „Das Alte Testament und die Kultur der Moderne“ anlässlich des 100. Geburtstags Gerhard von Rads (1901–1971). LIT-Verlag, Münster 2003, ISBN 3-8258-5459-0, S. 167–182.
- Heinz-Josef Fabry: Die Seligpreisungen in der Bibel und in Qumran. In: C. Hempel, A. Lange u. a. (Hrsg.): The Wisdom Texts From Qumran and the Development of Sapiental Thought. In: BEThL. 159, Leuven 2002, S. 189–200.
- Thomas Hieke: The Beatitudes for the Poor, Hungry, and Mourning (= Documenta Q. Q 6: 20–21). Peeters, 2001, ISBN 90-429-1043-7, ISBN 2-87723-590-4.
- Howard B. Green: Matthew, Poet of the Beatitudes. JSNT S 203, Sheffield 2001.
- Werner Stenger: Die Seligpreisung der Geschmähten (Mt 5,11–12; Lk 6,22–23). In: Werner Stenger: Strukturale Beobachtungen Zum Neuen Testament. Brill Academic Publishings, Leiden 1997, ISBN 90-04-09113-0, S. 119–153.
- R.F. Collins: Beatitudes. In: D. N. Freedman u. a. (Hrsg.): Anchor Bible Dictionary I. Doubleday, New York 1996, S. 629–631.
- Ingo Broer: Die Seligpreisungen der Bergpredigt. Studien zu ihrer Überlieferung und Interpretation. P. Hanstein, Bonn 1986, ISBN 3-7756-1075-8.
- Hans Dieter Betz: Die Makarismen der Bergpredigt (Mt 5,3-12). Beobachtungen zur literarischen Form und theologischen Bedeutung. In: Zeitschrift für Theologie und Kirche. 75 (1978), S. 1–19.
- Walter Zimmerli: Die Seligpreisungen der Bergpredigt und das Alte Testament. In: Ernst Bammel u. a. (Hrsg.): Donum Gentilicium. Festschrift für D. Daube. Oxford 1978, S. 8–26.
- Friedrich Hauck, Georg Bertram: makarios, Theologisches Wörterbuch zum Neuen Testament (ThWNT) Band IV (1942), S. 365–373, Nach Anmeldung einsehbar bei archive.org – Internet Archive.

### Praktisch-theologisch
- Eugen Drewermann: Worte der Freiheit – Die Seligpreisungen Jesu. (2008) Patmos, 2014, ISBN 3-8436-0486-X.
- Walter Klaiber: Anleitung zum Glücklichsein: Die Seligpreisungen der Bergpredigt. Bibellesebund, 2013, ISBN 3-95568-007-X.
- Jürgen Werth: Das Geheimnis der Seligpreisungen (= Schätze der Bibel). SCM R. Brockhaus, 2012, ISBN 978-3-417-26458-6.
- Yiu Sing Lúcás Chan: The Ten Commandments and the Beatitudes: Biblical Studies and Ethics for Real Life. Rowman & Littlefield, 2012, ISBN 978-1-4422-1553-5.
- Christof Vetter, Sylvia Mustert (Hrsg.): Selig sind …: Die Seligpreisungen. Edition Chrismon, 2009, ISBN 3-86921-015-X.
- Dwarka Ramphal: The role of the first Beatitude in the practice of leading: Two case studies. Pro Quest, 2007, Ann Arbor (Virginia), ISBN 978-0-549-35233-4.
- Holger Finze-Michaelsen: Das andere Glück. Die Seligpreisungen Jesu in der Bergpredigt. Vandenhoeck & Ruprecht, Göttingen 2006, ISBN 3-525-60426-2.
- Bernardin Schellenberger: Entdecke, dass du glücklich bist: Die Seligpreisungen der Bergpredigt. Echter, 2006, ISBN 3-429-02764-0.
- Carlo M. Martini: Selig seid ihr! Die Seligpreisungen der Bergpredigt als Lebensorientierung. Neue Stadt, 2002, ISBN 3-87996-550-1.
- Nico TerLinden: Die Seligpreisungen der Bergpredigt und das Vaterunser. Gütersloher Verlagshaus, Gütersloh 2001, ISBN 3-579-05622-0.
- Peter Spangenberg: Wahrheit und Wirklichkeit. Die Seligpreisungen. Agentur des Rauhen Hauses, 2000, ISBN 3-7600-1611-1.
- Mark A. Powell: Matthew's Beatitudes. Reversals and Rewards of the Kingdom. In: Catholic Biblical Quarterly. 58 (1996), S. 460–479.
- Jan van Rijckenborgh: Das Mysterium der Seligpreisungen. 4. Aufl. Rozekruis Pers, 1995, ISBN 90-6732-154-0.
- Pinchas Lapide, Carl Friedrich von Weizsäcker: Die Seligpreisungen. Calwer, Stuttgart 1980, ISBN 3-7668-0656-4.

### Kunst
- Jochen Rieger (Hrsg.): Selig sind ... Seligpreisungen der Bergpredigt in Liedern: Liederheft. Gerth Medien Musikverlag, 2009, ISBN 3-89615-434-6.
- Anselm Grün (Hrsg.): Ein Segen sollst du sein: Fotos und Meditationen zu den Seligpreisungen. St. Benno, 2005, ISBN 3-7462-1898-5.
- Ingo Kühl (Hrsg.): Seligpreisungen der Bergpredigt nach Matthäus 5,1–12. Kolorierte Lithografien von Ingo Kühl. Berlin 1997.[41]